# Rauville-la-Bigot
Rauville-la-Bigot – miejscowość i gmina we Francji, w regionie Normandia, w departamencie Manche.
Według danych na rok 1990 gminę zamieszkiwały 823 osoby, a gęstość zaludnienia wynosiła 48 osób/km² (wśród 1815 gmin Dolnej Normandii Rauville-la-Bigot plasuje się na 276. miejscu pod względem liczby ludności, natomiast pod względem powierzchni na miejscu 170.).